# 三河ごーすと
三河 ごーすと（みかわ ごーすと、1988年12月22日 - ）は、日本のライトノベル作家、ゲームシナリオライター、漫画原作者。

## 経歴・人物
埼玉県出身。
幼少期から海外のファンタジー小説やミステリー小説、及び赤川次郎作品を読んでいた。ライトノベルでは三上延の『ダーク・バイオレッツ』や『シャドウテイカー』などのホラーアクション作品が好きだったと話している。特に三上延の『ダーク・バイオレッツ』は、人生で初めて読んだライトノベルであったと語っている。
学生時代はレンタルショップでアルバイトをしていたことから、ハリウッド映画を中心に、1ヶ月に10作品から20作品ほどの映画を借りて見ていた。その中でも2004年公開の映画『バタフライ・エフェクト』、2002年公開の映画『リベリオン』、ディズニー映画の『カーズ』やマーベル作品などに創作意欲を刺激され、その影響から、高校2年生から3年生にかけての時期はハリウッド映画の脚本家になりたいとまで考えていたものの、英語が苦手だったことから断念。その経験を元に、ハリウッド映画に近い日本のコンテンツとして考えていたライトノベルとアニメに注目し、高校2年生から3年生の頃にかけて執筆活動を始めた。特に高校2年生の時に書き上げた長編小説の出来に納得がいかなかったことから、1年ほど小説を読み続け、自分のアイディアを面白く伝える方法を研究した。
大学の経営学部卒業後、マーケティングリサーチ会社に就職した。その後、文筆業としてライトノベル・漫画原作・ゲームシナリオ・ディレクションなどに携わっていた。恋愛アドベンチャーゲーム『Kanon』のキャラクターである天野美汐が好きだったことから、無表情で無口なキャラクター（二次元限定）が好きだと話している。また、天野美汐がサブキャラクターで、攻略ルートが存在しなかったことから二次創作を執筆するようになったと話している。
2011年、『ウィザード&ウォーリアー・ウィズ・マネー』で第18回電撃小説大賞《銀賞》を受賞し、同作でデビュー。
2020年からは『義妹生活』のYouTube版原作と小説版の執筆を手掛けている。

## 作品リスト

### 小説
- ウィザード&ウォーリアー・ウィズ・マネー（電撃文庫、イラスト：切符、2012年2月 - 2013年2月、全3巻）
- 『コード・オブ・ジョーカー』特別掌編（電撃オンライン、2013年10月 - 2013年12月）[10]
- 祓魔学園の背教者（電撃文庫、イラスト：ukyo_rst、2013年10月 - 2014年7月、全4巻）
- 現代魔法のいらない魔術師 下僕と生きる第二の伝説（講談社ラノベ文庫、イラスト：よし☆ヲ、2015年9月 - 2016年2月、全2巻）
- 逆転召喚 〜裏設定まで知り尽くした異世界に学校ごと召喚されて〜（ダッシュエックス文庫、イラスト：シロタカ、2016年5月 - 2017年1月、全3巻）
- ダンジョン娘とハーレムしたい！ レベル1冒険者ゼロの英雄譚（アース・スターノベル、イラスト：フジシマ、2016年12月）
- 自称Fランクのお兄さまがゲームで評価される学園の頂点に君臨するそうですよ？（MF文庫J、イラスト：ねこめたる、2017年4月 - 2022年2月、全13巻）
- ようこそ自由で平和な魔王の城へ！ 人は、クズになれる（講談社ラノベ文庫、イラスト：睦茸、2017年6月）
- レンタルJK犬見さん。（電撃文庫、イラスト：ユメのオワリ、2017年7月）
- ディアホライゾン 〜暁の契約者〜（ファミ通文庫、2017年7月 - 2017年10月）[11]
- 理想の娘なら世界最強でも可愛がってくれますか？（MF文庫J、イラスト：茨乃、2018年8月 - 2020年1月、全4巻）
- 友達の妹が俺にだけウザい（GA文庫、イラスト：トマリ、2019年4月 - 、既刊11巻）
- 学園都市オブ・ザ・デッド（LINE文庫エッジ、イラスト：しづ、2019年10月）
- 人類滅亡して最後の1人になったら？（原作：フェルミ研究所、イラスト：あきま、2020年12月）
- 義妹生活（MF文庫J、イラスト：Hiten、2021年1月 - 、既刊15巻）
- 失業賢者の成り上がり 〜嫌われた才能は世界最強でした〜（ダッシュエックス文庫、イラスト：ごくげつ、キャラクター原案：おおみね、2021年5月）
- 顔さえよければいい教室（富士見ファンタジア文庫、イラスト：necömi、2022年6月 - 2022年10月、全2巻[12]）
- 怪物中毒（電撃文庫、イラスト：美和野らぐ、2022年9月 - 2023年9月、全3巻[13]）
- 地味なおじさん、実は英雄でした。 〜自覚がないまま無双してたら、姪のダンジョン配信で晒されてたようです〜（ダッシュエックス文庫、イラスト：瑞色来夏、2024年6月 - 、既刊3巻）
- 姉妹傭兵（MF文庫J、イラスト：kappe、2025年7月）

### ゲーム
- 放課後ガールズトライブ：メインシナリオ
- 八月のシンデレラナイン：シナリオ
- ディアホライゾン：メインシナリオ
- 神様のような君へ：朝倉霧香、神無月愛彩梨のシナリオ[14]

### コミック
- 君のために、お姉ちゃんがみんな殺してあげる〜プロジェクト ディアホライゾン〜：原作（ガンガンコミックスUP！、作画：木虎こん、構成：大村陽、2017年8月 - 2017年12月、全2巻）
- 自称Fランクのお兄さまがゲームで評価される学園の頂点に君臨するそうですよ？：原作（MFコミックス アライブシリーズ、漫画：sorani、キャラクター原案：ねこめたる、2018年3月 - 2024年3月、全10巻）
- 理想の娘なら世界最強でも可愛がってくれますか？：原作（角川コミックス・エース、漫画：マッハダイ、キャラクター原案：茨乃、2019年3月 - 2022年7月、全7巻）
- 友達の妹が俺にだけウザい：原作（ガンガンコミックスUP！、漫画：平岡平、キャラクター原案：トマリ、2019年12月 - 、既刊9巻）
- 失業賢者の成り上がり 〜嫌われた才能は世界最強でした〜：原作（ヤングジャンプコミックス、漫画：おおみね、2020年6月 - 2024年11月、全16巻）
- 義妹生活：原作（角川コミックス・エース、漫画：奏ユミカ、キャラクター原案：Hiten、2021年7月 - 、既刊5巻）
- ヤクザ清掃員：原作・脚本（HykeComic、キャラクターデザイン・作画：安紀、2022年7月 - 2023年11月、全75話）
- 怪物中毒＠comic：原作（マンガワンコミックス、漫画：久園亀代、キャラクター原案：美和野らぐ、2023年3月 - 2024年3月、全3巻）
- 顔さえよければいい教室：原作（角川コミックス・エース、漫画：マッハダイ、キャラクター原案：necömi、2023年4月 - 2024年10月、全3巻）
- レンタル努力：原作（ジャンプTOON、スタジオ・作画：TOON CRACKER、2024年5月 - ）
- 失業賢者の成り上がり タテマンガ版：原作（ジャンプTOON、キャラクターデザイン：おおみね、作画：園のぶは、スタジオ：UNO STUDIO、2024年5月 - ）
- 地味なおじさん、実は英雄でした。 〜自覚がないまま無双してたら、姪のダンジョン配信で晒されてたようです〜：原作（ヤングジャンプコミックス、漫画：今野ユウキ、ネーム構成：ユーキあきら、キャラクターデザイン協力：瑞色来夏、2024年10月 - 、既刊1巻）
- 卒業アルバムの彼女たち：原作（少年マガジンR、漫画：伸びた髪、2025年2月 - 、既刊2巻）

### ネットコンテンツ
- 義妹生活（YouTube、2020年4月2日 - ）

### アダルトゲーム
- 神様のような君へ：朝倉霧香、神無月愛彩梨のシナリオ[14]
- サメと生きる七日間：原案、シナリオ[15]